# Delafield (Illinois)
Delafield es una comunidad no incorporada en el municipio de Dahlgren, condado de Hamilton, Illinois, Estados Unidos. Delafield está ubicado en la ruta 142 de Illinois, 5,5 millas (8,9 km) al noroeste de McLeansboro.

## Historia
Delafield se fundó en 1872 cuando el ferrocarril se amplió hasta ese punto. Se estableció una oficina de correos en Delafield en 1872 y permaneció en funcionamiento hasta 1953.